# 鳥取県道321号志子部船岡線
鳥取県道321号志子部船岡線（とっとりけんどう321ごう しこべふなおかせん）は、鳥取県八頭郡八頭町を通る一般県道である。

## 概要
八頭郡八頭町志子部から八頭郡八頭町隼郡家に至る。

### 路線データ
- 起点：鳥取県八頭郡八頭町志子部
- 終点：鳥取県八頭郡八頭町隼郡家（国道482号交点）

## 歴史
- 1993年（平成5年）4月1日 - 鳥取県告示第354号により鳥取県道321号志子部船岡線として認定される[1]。

前身は鳥取県道279号志子部因幡船岡停車場線（同年3月31日付鳥取県告示第347号により廃止）。鳥取県道279号志子部因幡船岡停車場線のうち、八頭郡船岡町志子部（起点） - 八頭郡船岡町郡家間が本路線になった。鳥取県道279号志子部因幡船岡停車場線の残部は国道482号および船岡町道になった。

## 地理

### 通過する自治体
- 鳥取県
  - 八頭郡八頭町

### 交差する道路
| 交差する道路                           | 交差する場所 | 交差する場所 |
| -------------------------------------- | ------------ | ------------ |
| 国道482号 鳥取県道153号才代船岡線 重複 | 隼郡家       | 終点         |

### 沿線
- 船岡竹林公園